# 山本久栄
山本 久栄（やまもと ひさえ、1871年（明治4年） - 1893年（明治26年）7月20日）は、明治時代の社会事業家である。徳富蘆花の小説『黒い眼と茶色の目』のヒロイン寿代（ひさよ）のモデルとなった人物で、蘆花の初恋の相手でもある。小説の題名のうち、黒い眼は新島襄を、茶色の目は山本久栄を指す。

## 略歴

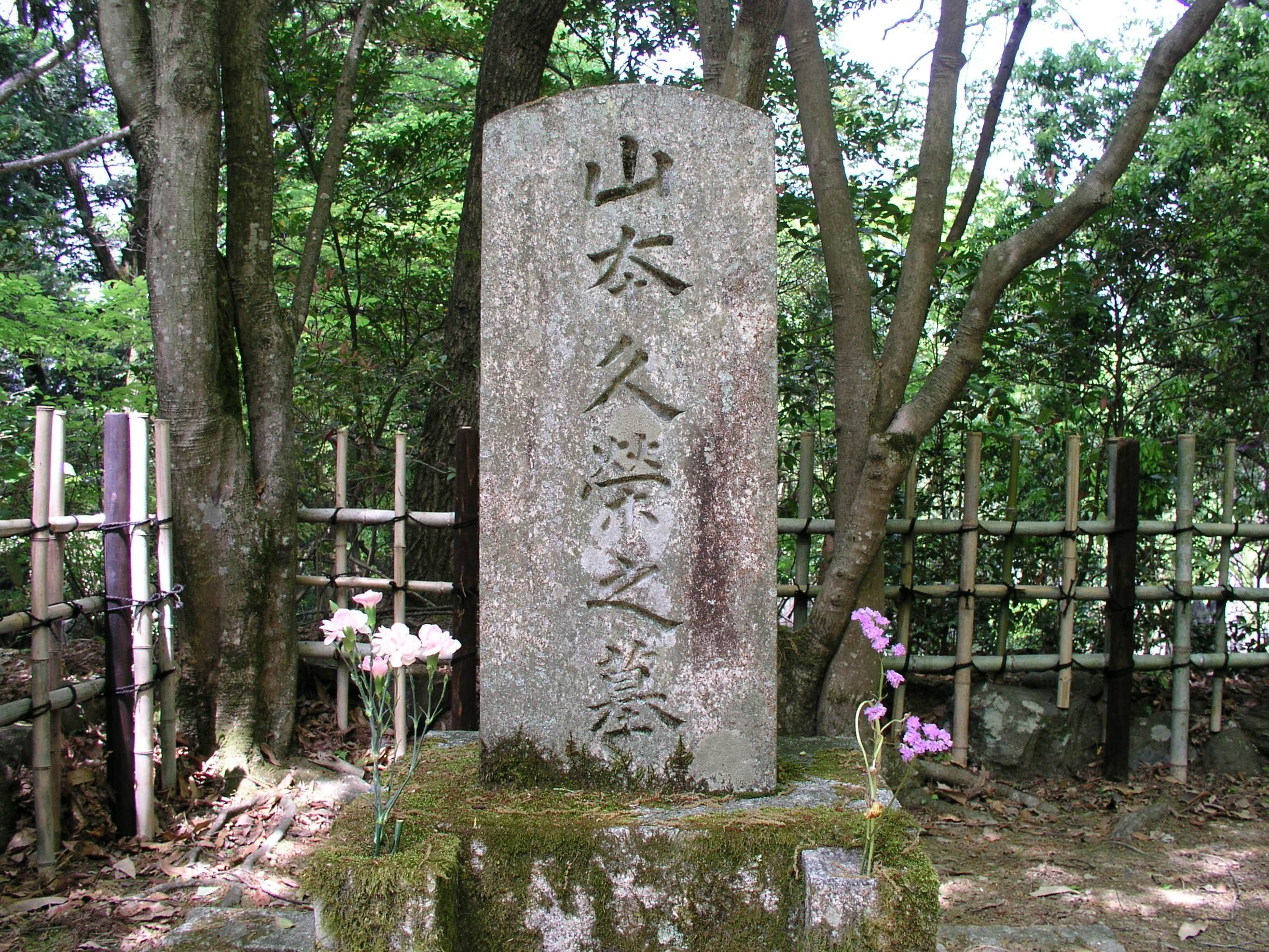
山本久栄の墓　（京都市左京区）

山本覚馬と後妻小田時栄との間に生まれる。母の時栄は盲目の覚馬の小間使いとして13歳から働いていたが、17歳で久栄を身ごもり、翌年、25歳年上の覚馬と正式に結婚した。その後、脊髄損傷で肢体不自由となった覚馬を支えながら久栄を育てていたが、不義密通を疑われ、明治19年（1886年）に離縁され、久栄を置いて山本家を出た。
久栄は1885年に洗礼を受ける。1888年、同志社女学校を卒業する。在学中、徳富蘆花と恋愛したが、1887年に破談になる。悲恋と生母時栄との離別で悩んでいる時に、ショファイユの幼きイエズス修道会京都支部のフランシス手芸塾に通う。修道女達との交流をきっかけにプロテスタントからカトリックに改宗し、1892年11月1日、ミドン宣教師の元で改宗式と洗礼式を行う。ブランディンの洗礼名を受ける。
父・覚馬を最後まで見取り、その後は修道院で生活をし、修養孤児の教育に従事する。また、カトリック看護婦養成事業を開拓する。父が没したわずか半年余後の1893年に脳膜炎で死去し、河原町三条の天主公会堂（聖ザビエル天主堂）で葬儀が行われた。
墓は京都市左京区鹿ケ谷若王子山町の若王子山同志社墓地内の北西隅に山本家一族と共にある。
元婚約者だった徳富蘆花は、久栄が亡くなった21年後の大正3（1914）年に『黒い眼と茶色の目』を発表した。

## 関連作品
- 八重の桜（2013年、NHK大河ドラマ） - 演：門脇麦